# Marta Fernández Muro
Marta Fernández Muro (Madrid, 12 de febrero de 1950) es una actriz española. Comenzó su carrera a finales de la década de los años 1970. En el cine, ha trabajado con directores como Pedro Almodóvar, Iván Zulueta, Fernando Colomo, Ricardo Franco, José Luis Garci o Álex de la Iglesia. Por su trabajo en Laberinto de pasiones de Pedro Almodovar tuvo una candidatura al Premio Fotogramas de Plata a la mejor actriz. Junto a la interpretación, desempeña labores docentes en la Escuela Central de Cine. También ha publicado tres libros.

## Teatro
- ¡Sublime decisión! (1984), de Miguel Mihura.
- Pisito clandestino (1990), de Antonio Martínez Ballesteros.
- El eunuco (2014), de Jordi Sánchez y Pep Anton Gómez.
- El príncipe y la corista (2017), de Pilar Castro

## Filmografía
- ¿Qué hace una chica como tú en un sitio como éste? (Fernando Colomo, 1978)
- Los restos del naufragio (Ricardo Franco, 1978)
- Supersonic Man (1979)
- Arrebato (Iván Zulueta, 1979)
- Riego sanguíneo (1980)
- Yo qué sé (1980)
- Reproches (1980)
- La mano negra (Fernando Colomo, 1980)
- Kargus (1981)
- Pares y nones (1982)
- Volver a empezar (José Luis Garci, 1982)
- El pretendiente (1982)
- Laberinto de pasiones (Pedro Almodóvar, 1982)
- La colmena (1982)
- Estoy en crisis (1982)
- El arreglo (1983)
- Del honor de Leonor (1984)
- Dos mejor que uno (1984)
- Extramuros (1985)
- Platos rotos (1986) [TV]
- La comedia dramática española (1986) [TV]
- Turno de oficio (1986) [TV]
- La ley del deseo (Pedro Almodóvar, 1987)
- Las gallinas de Cervantes (1987)
- Cajón desastre (1988) [TV]
- Yo soy el que tú buscas (1988) [TV]
- El rey del mambo (1989)
- El baile del pato (1989)
- Párpados (Iván Zulueta, 1989) [TV]
- Eva y Adán, agencia matrimonial (1990) [TV]
- La huella del crimen (1990) [TV]
- Las chicas de hoy en día (1992) [TV]
- La mujer de tu vida (1992) [TV]
- Farmacia de guardia (1992) [TV]
- Una mujer bajo la lluvia (1992)
- Aquesta nit o mai (1992)
- Los ladrones van a la oficina (1993) [TV]
- Unisex (1993) [TV]
- Todos a la cárcel (Luis García Berlanga, 1993)
- Ana y los Davis (1994)
- ¡Ay, Señor, Señor! (1994) [TV]
- Canguros (1994) [TV]
- Justino, un asesino de la tercera edad (1994)
- Colegio Mayor (1995) [TV]
- Casa para dos (1995) [TV]
- Matías, juez de línea (1996)
- Los porretas (1996)
- El ángel de la guarda (1996)
- El crimen del cine Oriente (1997)
- Tío Willy (1998) [TV]
- Atilano, presidente (1998)
- Manolito Gafotas (1999)
- Ataque verbal (1999)
- La comunidad (Álex de la Iglesia, 2000)
- Periodistas (2002) [TV]
- Cuéntame cómo paso (Serie de televisión) (2002) [TV]
- Entre abril y julio (2002)
- Atraco a las 3... y media (2003)
- Paco y Veva (2004) [TV]
- Hospital Central (2004) [TV]
- Amar en tiempos revueltos (2008) [TV]
- La que se avecina [TV]
- Seis hermanas [TV] (2016)
- Algo muy gordo  (2017)
- Los del túnel (Pepón Montero, 2017)
- El fin de la comedia (2017) [TV]
- Justo antes de Cristo (2019-2020) [TV]
- Diarios de la cuarentena (2020) [TV]

- Mañana es hoy (Nacho G. Velilla, 2022)
- Poquita fe (2023) [TV]

## Libros publicados
- Niñas malas. Huerga y Fierro Editores, Madrid 2009.
- Azogadas. Huerga y Fierro Editores, Madrid 2011.
- La cabeza a pájaros. Ed. Niños Gratis*, Madrid 2020.

- Datos: Q2588902